# 1re brigade blindée (Pologne)
Pour les articles homonymes, voir 1re brigade.
La 1er brigade blindée (polonais : 1 Warszawska Brygada Pancerna im. Bohaterów Westerplatte) est une unité blindée polonaise nommée Varsovie et héros de Westerplatte. Elle fait partie de la 18e division mécanisée "Żelazna" de la Force terrestre polonaise.

## Composition

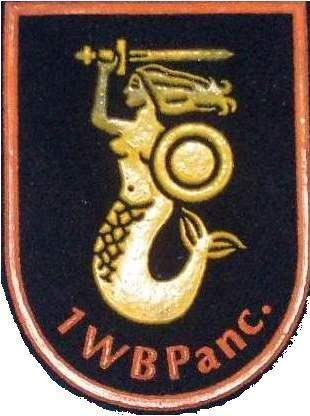
Badge.

- 1er bataillon de chars équipé de Léopard 2
- Bataillon de commandement
- 1e bataillon mécanisé.
- 3e bataillon mécanisé.
- Groupe d'artillerie.
- Groupe de reconnaissance.
- Groupe anti-aérien.